# Tép bầu
Tép bầu, tên khoa học Macrobrachium mammillodactylus, là một loài tôm gai trong họ Palaemonidae, được mô tả lần đầu tiên bởi Thallwitz vào năm 1892.